# Yanalerik
Yanalerik ist ein Ortsteil (Mahalle) im Landkreis Kozan der türkischen Provinz Adana mit 169 Einwohnern (Stand: Ende 2024). Im Jahr 2011 hatte der Ort 253 Einwohner.